# مارتين باندو
مارتين باندو (بالإسبانية: Martín Pando)‏ (مواليد 26 ديسمبر 1934) هو لاعب كرة قدم. لعب مع منتخب الأرجنتين لكرة القدم. سبق له أن لعب في كأس العالم لكرة القدم مع منتخب بلاده.

## روابط خارجية
- مارتين باندو على موقع الاتحاد الدولي (مؤرشف)  (الإنجليزية)
- مارتين باندو على موقع قاعدة بيانات كرة القدم.إي يو (الإنجليزية)
- مارتين باندو على موقع ناشيونال فوتبول تيمز (الإنجليزية)
- مارتين باندو على موقع عالم كرة القدم.نت (الإنجليزية)